# Список дипломатических миссий Сингапура

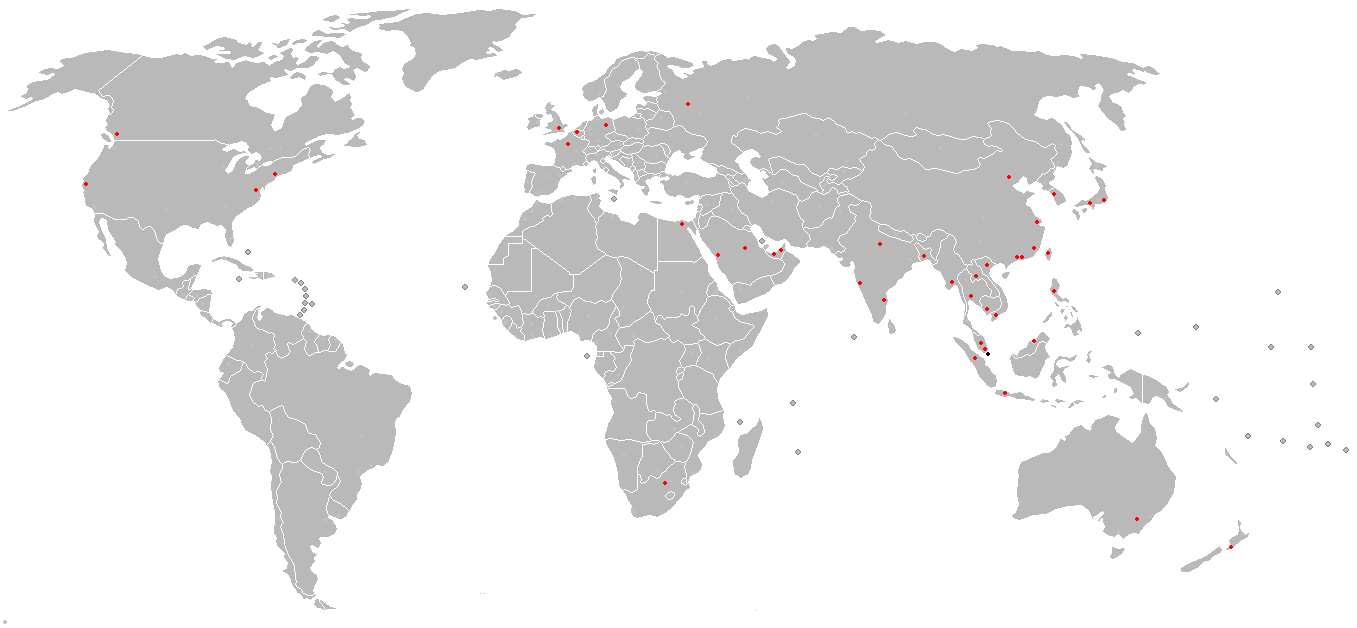
Города, в которых открыты дипломатические представительства Сингапура

Список дипломатических миссий Сингапура — первые дипломатические представительства Сингапура были открыты в 1965 году, в первые месяцы после обретения этой страной независимости, в Куала-Лумпуре и в Нью-Йорке. В странах — членах Британского содружества, в которое также входит и Сингапур, его представительства возглавляют высшие комиссары в ранге посла.

## Европа
- Бельгия, Брюссель (посольство)
- Франция, Париж (посольство)
- Германия, Берлин (посольство)
- Россия, Москва (посольство)
- Великобритания, Лондон (высший комиссариат)

## Америка
- Канада, Ванкувер (генеральное консульство)
- США, Вашингтон (посольство)
  - Сан-Франциско (генеральное консульство)
  - Нью-Йорк (консульство)

## Африка
- Египет, Каир (посольство)
- ЮАР, Претория (высший комиссариат)

## Азия
- Катар, Доха (посольство)
- Саудовская Аравия, Эр-Рияд (посольство)
  - Джидда (консульство)
- ОАЭ, Абу-Даби (посольство)
  - Дубай (генеральное консульство)
- Бангладеш, Дакка (консульство)
- Бруней, Бандар-Сери-Бегаван (высший комиссариат)
- Камбоджа, Пном-Пень (посольство)
- Китай, Пекин (посольство)
  - Чэнду (консульство)
  - Гуанчжоу (генеральное консульство)
  - Гонконг (генеральное консульство)
  - Шанхай (генеральное консульство)
  - Сямынь (генеральное консульство)
- Индия, Нью-Дели (высший комиссариат)
  - Ченнай (генеральное консульство)
  - Мумбай (консульство)
- Индонезия, Джакарта (посольство)
  - Пеканбару (консульство)
  - Батам (консульство)
- Япония, Токио (посольство)
  - Осака (генеральное консульство)
- Южная Корея, Сеул (посольство)
- Лаос, Вьентьян (посольство)
- Малайзия, Куала-Лумпур (высший комиссариат)
  - Джохор-Бахру (генеральное консульство)
- Мьянма, Янгон (посольство)
- Пакистан, Карачи (генеральное консульство)
- Филиппины, Манила (посольство)
- Тайвань, Тайбэй (торговая миссия)
- Таиланд, Бангкок (посольство)
- Вьетнам, Ханой (посольство)
  - Сайгон (генеральное консульство)

## Океания
- Австралия, Канберра (высший комиссариат)
- Новая Зеландия, Веллингтон (высший комиссариат)

## Международные организации
- - Брюссель (представительство при ЕС)
  - Женева (постоянная миссия при ООН)
  - Нью-Йорк (постоянная миссия при ООН)